# Fehren
Fehren (gsw. Feere) – miejscowość i gmina w Szwajcarii, w kantonie Solura, w jednostce administracyjnej (Amtei) Dorneck-Thierstein, w okręgu Thierstein.

## Demografia
We Fehren mieszkają 584 osoby. W 2021 roku 4,3% populacji gminy stanowiły osoby urodzone poza Szwajcarią. 

## Transport
Przez teren gminy przebiega droga główna nr 272.